# Bantia nana
Bantia nana är en bönsyrseart som beskrevs av Toledo Piza 1969. Bantia nana ingår i släktet Bantia och familjen Thespidae. Inga underarter finns listade i Catalogue of Life.